# Овернский диалект
Ове́рнский диале́кт (фр. auvergnat, самоназвание — auvernhat) — один из диалектов окситанского языка, распространённый на юге центральной Франции главным образом на территории исторической области Овернь. Наряду с лимузенским (лимузинским) и виваро-альпийским (провансо-альпийским) входит в северноокситанскую группу диалектов.
Среди носителей овернского, как и среди носителей всех остальных окситанских диалектов, практически нет монолингвов, для большинства жителей Оверни французский язык является основным, сфера употребления говоров овернского диалекта сводится лишь к бытовому общению. В «Атласе языков мира, находящихся под угрозой исчезновения» (Atlas of the World’s Languages in Danger) организации UNESCO овернский отнесён к группе исчезающих языков.

## Общие сведения

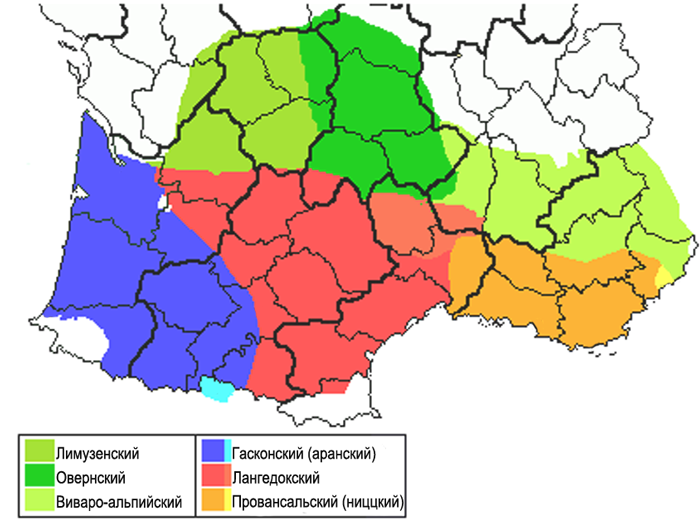
Ареал овернского диалекта на карте диалектов окситанского языка

Овернский диалектный ареал включает три группы говоров:
- Нижнеовернские говоры;
- Верхнеовернские говоры;
- Говоры Веле.

Нижнеовернские говоры распространены в северной части Оверни, верхнеовернские — соответственно в южной части, за исключением юго-восточных районов, где расположена историческая область Веле со своими обособленными говорами.
Ареал овернского диалекта размещён в северной части окситанского языкового ареала, областью его распространения являются горные районы Центрального массива в бассейне реки Алье: территории департаментов Алье, Канталь, Верхняя Луара и Пюи-де-Дом административного региона Оверни. Отчасти овернские говоры распространены в крайне восточных районах региона Лимузен. На севере с ареалом овернского диалекта граничит ареал бурбонского диалекта группы ойль (точнее полоса переходных франко-окситанских диалектов на юге исторической области Бурбонне и на севере Оверни), на северо-востоке к овернскому диалекту примыкают диалекты франко-провансальского языка. С востока, юга и запада овернский ареал окружён ареалами других окситанских диалектов: с юго-востока — ареалом северноокситанского виваро-альпийского диалекта, с юга и юго-запада — ареалом южноокситанского лангедокского диалекта, с запада и северо-запада — ареалом северноокситанского лимузенского диалекта.
История формирования основных языковых особенностей овернского диалекта, отличающих его от других окситанских диалектов, восходит к средневековой эпохе и непосредственно связана с историей графства Овернь.

## Особенности диалекта
Говоры овернского диалекта характеризуются рядом языковых особенностей, объединяющим их с остальными северноокситанскими диалектами, в число этих особенностей входят такие, как палатализация G и C перед гласной A (с появлением аффрикат [t͡ʃ] / [t͡s] и [d͡ʒ] / [d͡z]); вокализация конечного L: nadau «рождество» (лат. NATALE); наличие губно-зубной согласной фонемы /v/ и т. д.
К собственно овернским языковым явлениям относятся:
1. Стяжение дифтонгов: pira (общеоксит. peira «груша»), iga (общеоксит. aiga «вода») и т. п.
2. Переход согласной /s/ в звук [ʃ] перед гласной /i/.
3. Палатализация окклюзивов перед гласными переднего ряда: dire [d’ir] «говорить» и т. д.